# Amadou Moutari
Tidjani Amadou Moutari Kalala (Arlit, 19 januari 1994) is een Nigerees voetballer die bij voorkeur als linkermiddenvelder speelt. Hij tekende in 2017 bij Ferencvárosi TC. In 2012 debuteerde hij voor Niger.

## Clubcarrière
Moutari speelde in Niger bij Akokana FC. In 2012 trok hij naar Le Mans, waar hij twee seizoenen in het B-elftal speelde. In januari 2014 trok de middenvelder naar het Oekraïense Metaloerh Donetsk, waar hij slechts zes competitiewedstrijden speelde. Op 2 juli 2014 tekende hij een vierjarig contract bij het Russische Anzji Machatsjkala. Op 6 juli 2014 debuteerde hij voor Anzji in de Russische eerste divisie tegen Sachalin Joezjno-Sachalinsk. Tijdens het seizoen 2014/15 maakte Moutari zes doelpunten in 29 competitiewedstrijden. In 2015 promoveerde hij met Anzji naar de Premjer-Liga.

## Clubstatistieken
| Seizoen | Club               | Land      | Competitie         | Wed. | Doelp. |
| ------- | ------------------ | --------- | ------------------ | ---- | ------ |
| 2011/12 | Akokana FC         | Niger     | Première Division  | 10   | 3      |
| 2012/13 | Le Mans II         | Frankrijk | National 2         | 3    | 0      |
| 2013/14 | Le Mans II         | Frankrijk | National 2         | 6    | 0      |
| 2013/14 | Metaloerh Donetsk  | Oekraïne  | Premjer Liha       | 6    | 0      |
| 2014/15 | Anzji Machatsjkala | Rusland   | Pervy divizion PFL | 29   | 6      |
| 2015/16 | Anzji Machatsjkala | Rusland   | Premier Liga       | 19   | 0      |
| 2016/17 | Anzji Machatsjkala | Rusland   | Premier Liga       | 4    | 0      |
| 2016/17 | Ferencvárosi TC    | Hongarije | Nemzeti Bajnokság  | 14   | 3      |
| 2017/18 | Ferencvárosi TC    | Hongarije | Nemzeti Bajnokság  | 26   | 5      |
| Totaal  | Totaal             | Totaal    | Totaal             | 117  | 17     |

## Interlandcarrière
Op 23 januari 2012 debuteerde Moutari voor Niger op de Afrika Cup 2012 tege, Gabon.